# Palythoa liscia
Palythoa liscia är en korallart som först beskrevs av Alfred Cort Haddon och Brian I. Duerden 1896.  Palythoa liscia ingår i släktet Palythoa och familjen Zoanthidae. Inga underarter finns listade i Catalogue of Life.